# Odontogriphus omalus
Odontogriphus omalus е вид изкопаем безгръбначен организъм, вероятно мекотело от средата на периода камбрий, единствен представител на род Odontogriphus, семейство Odontogriphidae. Според много това са преходни организми предшественици на мекотелите, прешленестите червеи и раменоногите.

## Описание
На дължина е достигал до 12,5 cm, имал е плоско овално тяло, представено от един крак и подобие на черупка на гърба, която обаче е съставена от материал неподходящ за вкаменяване. Според изследователите подобно на Wiwaxia устният апарат е представен от първична радула представляваща хитинизиран език.